# New York, New York (film)
New York, New York is een Amerikaanse musicalfilm uit 1977 die geregisseerd werd door Martin Scorsese. De hoofdrollen worden vertolkt door Liza Minnelli en Robert De Niro. De originele muzieknummers voor de film werden geschreven en gecomponeerd door John Kander en Fred Ebb. De titelsong New York, New York, dat voor de film bedacht werd en gezongen wordt door Minnelli, werd later gecoverd door Frank Sinatra en groeide uit tot een van zijn bekendste hits.

## Inhoud
Het is V-J Day in 1945. In een New Yorkse nachtclub wordt er feestgevierd terwijl het orkest van Tommy Dorsey voor muziek zorgt. De egoïstische saxofonist Jimmy Doyle ontmoet er Francine Evans, een zangeres die ondanks haar eenzaamheid niks met hem te maken wil hebben. Desondanks doet Jimmy er alles aan om haar telefoonnummer te bemachtigen.
De volgende dag delen ze een taxi, waarna Francine hem vergezelt naar een auditie. Jimmy raakt tijdens zijn auditie verwikkeld in een woordenwisseling met de eigenaar van de nachtclub. Om de auditie te redden, begint Francine het nummer "You Brought a New Kind of Love to Me" te zingen, waarna Jimmy haar begeleidt op zijn saxofoon. De nachtclubeigenaar is onder de indruk, waarna hij het duo een baan aanbiedt.
Vanaf dan wordt de relatie tussen Jimmy en Francine gedomineerd door liefde en obsessie, met heel wat problemen als gevolg. Jimmy gaat regelmatig in de clinch met zijn collega's en heeft soms agressieve ruzies met Francine, die bovendien zwanger is van zijn kind. Na een schreeuwerige discussie krijgt ze weeën, waarna Jimmy haar naar het ziekenhuis brengt. Ze bevalt van een jongen, maar Jimmy is niet klaar om een vader te zijn, waarop hij weigert om het kind te zien en haar achterlaat.
Enkele jaren later groeit Francine dankzij de hit "But the World Goes Round" uit tot een populaire artieste. Ook Jimmy vindt succes in zijn leven. Terwijl Francine hoge ogen gooit als zangeres en filmactrice wordt hij een beroemde jazzmuzikant en nachtclubeigenaar.
Jimmy bereikt de top van de jazz-hitlijst met een zelfgeschreven nummer. Francine bedenkt nadien voor datzelfde nummer, "New York, New York", een tekst waarmee ze zelf een hit scoort. Ze oogst succes met haar optreden in dezelfde nachtclub waar ze zoveel jaar eerder Jimmy leerde kennen. Na het optreden wordt ze opgebeld door Jimmy, die voorstelt om samen te gaan eten. Francine lijkt op het voorstel in te gaan, wandelt richting de uitgang, maar verandert op het laatste moment van gedachte. Jimmy, die haar buiten staat op te wachten, beseft dat ze niet meer gaat opdagen en wandelt weg terwijl de door hem geschreven muziek van "New York, New York" te horen is.

### Alternatief einde
Er werd een alternatief einde voor het verhaal opgenomen. In deze versie worden Jimmy en Francine wel verenigd, waarna ze samen iets gaan eten en praten over hun zoon. Deze scène werd later toegevoegd aan de dvd van de film.

## Rolverdeling
| Acteur           | Personage            |
| ---------------- | -------------------- |
| Liza Minnelli    | Francine Evans       |
| Robert De Niro   | Jimmy Doyle          |
| Lionel Stander   | Tony Harwell         |
| Barry Primus     | Paul Wilson          |
| Mary Kay Place   | Bernice Bennett      |
| Frank Sivero     | Eddie DiMuzio        |
| Georgie Auld     | Frankie Harte        |
| George Memmoli   | Nicky                |
| Harry Northup    | Alabama              |
| Dick Miller      | Palm Club Owner      |
| Casey Kasem      | DJ / Midnight Bird   |
| Clarence Clemons | Cecil Powell         |
| Jack Haley       | Master of Ceremonies |
| Diahnne Abbott   | Harlem Club Singer   |

## Productie

### Ontwikkeling
Tijdens de productie van Alice Doesn't Live Here Anymore (1974) las regisseur Martin Scorsese in het tijdschrift The Hollywood Reporter dat producenten Robert Chartoff en Irwin Winkler de rechten op het musicalscenario New York, New York van schrijver Earl Mac Rauch hadden gekocht. Scorsese overtuigde Robert De Niro en Liza Minnelli om samen te werken aan het project, waarna zijn belangenvertegenwoordiger Harry Ufland producent Winkler overtuigde om het trio een kans te geven.
Vervolgens werkten Scorsese en De Niro samen aan Taxi Driver (1976), waarna de acteur in Italië aan de opnames van Novecento (1976) begon. Ondertussen liet Scorsese het oorspronkelijke scenario van Mac Rauch meermaals herschrijven. Om de persoonlijke thema's en voorkeuren van de regisseur in het script te verwerken, kreeg Mac Rauch na verloop van tijd de hulp van Julia Cameron, de toenmalige echtgenote van Scorsese. Uiteindelijk haakte Mac Rauch af, waarna Scorsese zijn vriend en vroegere studiegenoot Mardik Martin inschakelde als scenarist. Als een gevolg werd in het scenario veel ruimte voor improvisatie gecreëerd.

### Productie-ontwerp
Scorsese wilde New York, New York er laten uitzien als de musicalfilms van de jaren 1940 en '50, en meer bepaald zoals de MGM-producties van Liza Minnelli's vader Vincente Minnelli. Het hoofdpersonage Francine Evans, dat door Minnelli zou vertolkt worden, werd gedeeltelijk gebaseerd op Esther Blodgett, het personage van haar moeder Judy Garland in de bekende musicalfilm A Star Is Born (1954). Om het New York dat Scorsese kende uit de films van de jaren 1950 te creëren, werd Boris Leven in dienst genomen als production designer. Leven had in het verleden meegewerkt aan bekende musicals als West Side Story (1961) en The Sound of Music (1965). Als een romantisch eerbetoon aan het New York van Klassiek Hollywood ontwierp hij voor New York, New York verschillende sets en decors die er bewust artificieel uitzagen. Ook de bekende grimeur en haarstylist Sidney Guilaroff, die al sinds 1938 in Hollywood actief was, werkte mee aan New York, New York. Het camerawerk werd verzorgd door László Kovács, die eerder voor Peter Bogdanovich al een ouderwetse musicalfilm, At Long Last Love (1975), had opgenomen.

### Opnames
De opnames in Los Angeles zouden oorspronkelijk 14 weken duren, maar liepen door de vele improvisaties en repetities van de hoofdrolspelers uit tot 22 weken. Minnelli verklaarde later dat ze voor een scène op 27 verschillende manieren "nee" had leren zeggen. Daarnaast verloor Scorsese vaak de controle over de chaotische opnames omdat hij tijdens de productie met een drugsprobleem kampte. Door het gebruik van cocaïne was hij vaak ziek en kwam hij regelmatig te laat. Daarnaast had hij een liefdesaffaire met hoofdrolspeelster Minnelli, waardoor zijn huwelijk met de zwangere Julia Cameron op de klippen liep. Als een gevolg van de rumoerige opnames en dure muzieknummers liepen de productiekosten op tot 14 miljoen dollar. George Lucas, wiens echtgenote Marcia aan de montage van de film meewerkte, kreeg een vroege versie van New York, New York te zien en raadde Scorsese aan om de film een "happy ending" te geven. Lucas meende dat de musical met een vrolijker einde kans maakte om 10 miljoen dollar meer op te brengen. Hoewel een vrolijkere versie werd opgenomen, koos Scorsese uiteindelijk voor een somber einde waarbij de hoofdpersonages niet verenigd worden.

### Ontvangst
New York, New York was een financiële flop. De film had een budget van 14 miljoen dollar, maar bracht slechts 13,8 miljoen op.
In eerste instantie probeerde United Artists de slechte box-officeresultaten op te vangen door verschillende scènes uit de film te knippen. De originele release duurde 155 minuten, wat door de studio werd ingekort tot 136 minuten. In 1981 werd New York, New York heruitgebracht en werden alle verwijderde scènes opnieuw in de film geplaatst, waaronder het lange musicalnummer "Happy Endings", waarvan slechts een korte versie in de originele film te zien was. De speelduur van de dvd-versie bedraagt 163 minuten.
De studio had nochtans hoge verwachtingen. Mike Medavoy, die destijds vicepresident van de productieafdeling van United Artists was, verklaarde dat de studio ervan uitging dat de boksfilm Rocky (1976) zou floppen, maar dat het verlies zou opgevangen worden door de winst die New York, New York zou maken. Uiteindelijk draaide het volledig anders uit; Rocky groeide uit tot een kaskraker en ving zo het financiële verlies van New York, New York op.
Filmcriticus Roger Ebert gaf de film in 1977 een score van 3 op 4, ondanks een verwarrende plot. Vincent Canby, recensent van The New York Times was minder positief; de film slaagde er volgens hem niet in om de oprechte gevoelens van de musicalfilms van de jaren 1940 en '50 op te roepen. Ook de invloedrijke filmrecensente Pauline Kael was niet enthousiast en noemde de prent een pastiche.

## Nasleep
Minnelli en Scorsese hadden tijdens de productie van New York, New York een relatie, hoewel beide op dat ogenblik getrouwd waren. Het duo ontwikkelde in 1977 ook een Broadway-musical rond het filmpersonage van Minnelli. De spin-off heette In Person, wat later veranderd zou worden in Shine It On. Proefvoorstellingen van de musical waren geen succes. Daarnaast kwam er ook een einde aan de relatie tussen Minnelli en Scorsese. De regisseur werd ontslagen en vervangen door de ervaren Gower Champion. De musical werd hervormd en ging in oktober 1977 in première onder de titel The Act.
Omdat New York, New York op een flop uitdraaide, werd Scorsese depressief en ontwikkelde hij een ernstig drugsprobleem. De regisseur raakte ervan overtuigd dat zijn carrière was afgelopen. Door zijn buitensporig cocaïnegebruik belandde hij in 1978 in het ziekenhuis.

## Nominaties
Hoewel New York, New York geen kaskraker werd, ontving de film onder meer vier Golden Globe-nominaties. De musical werd echter in geen enkele categorie genomineerd voor een Oscar.
| Jaar | Prijs         | Categorie                          | Genomineerde(n)                                                     | Uitslag     |
| ---- | ------------- | ---------------------------------- | ------------------------------------------------------------------- | ----------- |
| 1978 | Golden Globes | Beste film (komedie of musical)    | Beste film (komedie of musical)                                     | Genomineerd |
| 1978 | Golden Globes | Beste actrice (komedie of musical) | Liza Minnelli                                                       | Genomineerd |
| 1978 | Golden Globes | Beste acteur (komedie of musical)  | Robert De Niro                                                      | Genomineerd |
| 1978 | Golden Globes | Beste origineel nummer             | John Kander, Fred Ebb ("New York, New York")                        | Genomineerd |
| 1978 | BAFTA Award   | Beste kostuumontwerp               | Theadora Van Runkle                                                 | Genomineerd |
| 1978 | BAFTA Award   | Beste soundtrack                   | Kay Rose, Michael Colgan, James Fritch, Larry Jost, Richard Portman | Genomineerd |